# Annie Nowlin Savery
Annie Nowlin Savery (* 1831 als Annie Nowlin in London; † 14. April 1891 in New York City) war eine US-amerikanische Frauenrechtlerin und Philanthropin aus Des Moines, Iowa. Sie begann ab den 1860er Jahren, sich bei den Suffragetten zu engagieren, spendete Geld für die städtische Bibliothek und war an der Finanzierung des ersten öffentlichen Krankenhauses der Stadt beteiligt. Savery wurde 1997 posthum in die Iowa Women’s Hall of Fame aufgenommen.

## Frühes Leben
Als junge Frau heiratete sie am 20. Januar 1852 in Saratoga den Geschäftsmann und Immobilienspekulanten James C. Savery aus Massachusetts. Das Ehepaar zog nach Des Moines, Iowa, damals eine Stadt mit 1500 Einwohnern, wo sie für $3000 ein Blockhaus kauften und in ein Hotel umwandelten, das von ihr geführt wurde. In der Zwischenzeit errichteten sie ein modernes Hotel, das 1862 als Savery Hotel eröffnet wurde. Der Ehemann investierte Einkünfte aus dem Hotel und im Jahr 1870 hatte sich der Wert ihres Vermögens von $10.000 auf $250.000 erhöht, da die Stadt sich entwickelte und an Größe wuchs. Über Jahrzehnte hinweg war Des Moines eine wichtige Zwischenstation auf dem Weg der Siedler nach Westen und florierte im Handel.
Annie Saverys formale Schulbildung war nicht sehr umfangreich, doch sie war bekannt dafür, viel und tiefgründig zu lesen und auf vielen Gebieten Selbststudium zu betreiben. So war sie das Zentrum des intellektuellen Lebens in Des Moines, und sie unterstützte die Kultur in der Stadt. In The Biographical Dictionary of Iowa heißt es, sie habe sich die Französische Sprache selbst beigebracht.

## Weiteres Leben
Savery spendete Geld an die Des Moines Public Library und begründete ein Stipendiat für Frauen am damaligen Iowa College, dem heutigen Grinnell College. Sie verbesserte die Bedingungen im Countygefängnis und wurde Partnerin eines Imkers, um die wirtschaftliche Unabhängigkeit von Frauen zu fördern.
In den 1860er Jahren begann Savery, sich in der Bewegung zur Durchsetzung des Frauenwahlrechts zu engagieren. Ihre erste Rede über das Wahlrecht für Frauen hielt sie im Januar 1868 in Des Moines. 1870 gründete sie die erste Suffragistengruppe im Polk County.
In den 1870er Jahren war Annie Savery Mitglied im Exekutivkomitee der National Woman Suffrage Association. Savery arbeitete eng mit den Führerinnen der Bewegung Lucy Stone, Isabella Beecher Hooker, Elizabeth Cady Stanton und Susan B. Anthony zusammen. Als Stanton und Anthony anfingen, mit Victoria Woodhull, die für die freie Liebe eintrat, zusammenzuarbeiten, erntete die Bewegung speziell im konservativen Iowa schlechte Meinungen. Savery versuchte dem entgegenzuwirken, indem sie fortwährend betonte, dass Frauen sich für das Frauenwahlrecht einsetzen können, ganz gleich was ihre Meinungen zu Nebenaspekten seien.
1870 war ein Gesetzentwurf zum Frauenwahlrecht in Iowa angenommen worden, und wenn es zum zweiten Mal beschlossen worden wäre, dann hätte das Volk in einem Referendum darüber abgestimmt. Es wurde 1872 durch die Kammern des Parlaments von Iowa debattiert, doch die Kontroverse um Woodhull einerseits und die Frauenbewegung an sich andererseits führte dazu, dass das Gesetz abgelehnt wurde. Danach zogen sich viele enttäuscht zurück, die für das Frauenwahlrecht eingetreten waren. Von der Niederlage entmutigt, wandte sich Annie Savery anderen Gebieten zu. Es dauerte bis 1916, bevor in Iowa wieder die Einführung des Frauenwahlrechts vorgeschlagen wurde.

## Späteres Leben und Tod

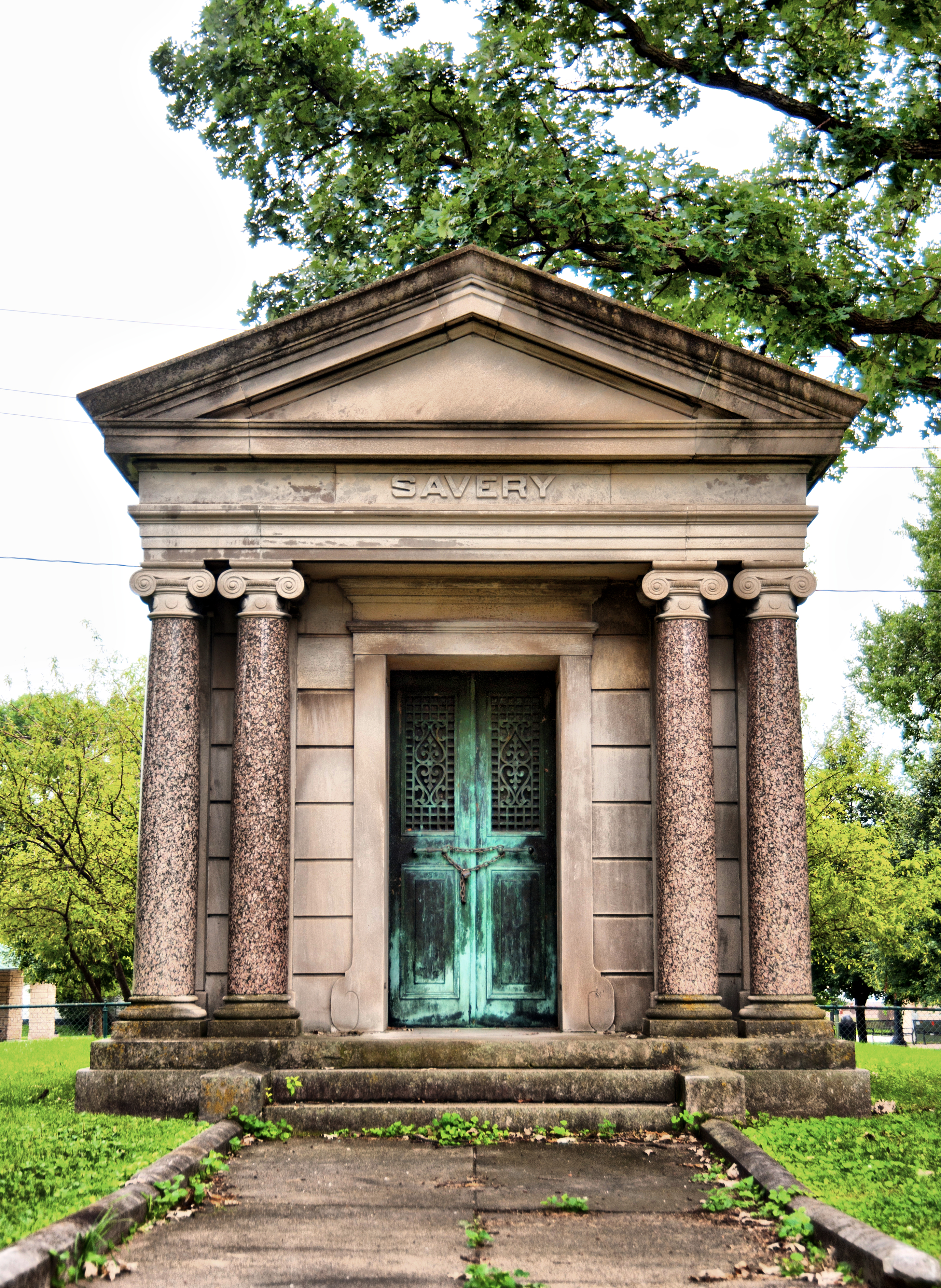
Savery Mausoleum am Woodland Cemetery in Des Moines

Sie starb am 14. April 1891 in New York City und wurde in Des Moines bestattet, wo ihr Ehemann auf dem Woodland Cemetery ein Mausoleum bauen ließ. Ihr Mann starb am 27. August 1905 und wurde ebenfalls auf dem Woodland Cemetery in Des Moines bestattet.

## Nachleben
Über ein Jahrhundert nach ihrem Tod wurde Savery 1997 in die Iowa Women’s Hall of Fame aufgenommen.